# Christophe Hérelle
Christophe Hérelle (* 22. August 1992 in Nizza) ist ein französischer Fußballspieler.

## Karriere
Hérelle begann seine fußballerische Ausbildung beim FC Sochaux, wo er bis 2013 nur in der zweiten Mannschaft zu Einsätzen kam. Für die Saison 2013/14 wurde er daraufhin an den Drittligisten SR Colmar verliehen. Am 9. August 2013 (1. Spieltag) debütierte er gegen den SC Amiens über 90 Minuten für seinen Leihverein. Sein erstes Tor erzielte er am 21. Spieltag bei einem 4:3-Sieg über den FC Bourg-Péronnas. Während der gesamten Leihe schoss er dieses eine Tor in 26 Ligaeinsätzen. Nach seiner Rückkehr wurde er von Colmar fest verpflichtet. In der darauf folgenden Spielzeit 2014/15 spielte er 27 Mal in der dritten französischen Spielklasse. Im Sommer 2015 wechselte er zum Zweitligisten US Créteil. Sein Profidebüt gab er bei einem 1:0-Auswärtserfolg bei Red Star Paris, als er durchspielte. In seiner ersten Saison bei den Profis stand er in 33 Meisterschaftsspielen auf dem Platz. Nach nur einer Saison wechselte er zum Ligakonkurrenten ES Troyes AC. Sein erstes Spiel für die Mannschaft absolvierte er am 5. August 2016 (2. Spieltag) nach später Einwechslung gegen den AC Ajaccio. Bis zum Saisonende spielte Hérelle wettbewerbsübergreifend 36 Mal und stieg mit seiner Mannschaft über die Relegation gegen den FC Lorient in die Ligue 1 auf. Direkt am ersten Spieltag der nächsten Saison  stand er gegen Stade Rennes 90 Minuten auf dem Feld und debütierte somit in Frankreichs erster Liga. In jener Spielzeit war er Stammspieler und lief in 36 Ligapartien auf. Zur neuen Saison 2018/19 wechselte er zum Ligarivalen OGC Nizza. Bei einer 0:1-Niederlage gegen Stade Reims stand er das erste Mal im neuen Trikot auf dem Platz. Insgesamt spielte er 2018/19 33 Mal in der Liga. Am ersten Spieltag der Folgespielzeit schoss er gegen den SC Amiens sein erstes Tor, als er bei einem 2:1-Sieg den 1:0-Führungstreffer erzielen konnte. Bis zum Ligaabbruch nach 28 Spieltagen schoss er drei Tore in 15 Erstligaspielen. Hérelle verließ den Verein nach der Saison und wechselte zum Aufsteiger Stade Brest. Bei einem 2:0-Auswärtssieg beim FCO Dijon stand er das erste Mal für seinen neuen Arbeitgeber auf dem Platz und in der Startelf. Die erste Saison in Brest beendete er mit 16 Einsätzen in der Ligue 1. Nach zwei weiteren Spielzeiten mit 39 Ligaeinsätzen wechselte der Spieler im September 2023 zum FC Metz. Dort absolvierte er in seiner ersten Saison 19 Ligaspiele, davon 18 in der Startelf. Im Juli 2024 wechselte er zu Bodrum FK.

## Erfolge
ES Troyes AC
- Aufstieg in die Ligue 1: 2017